# Liste der malaysischen Botschafter in Osttimor

Malaysia (grün) und Osttimor (orange)

Die Botschaft Malaysias in Osttimor befindet sich in der Avenida de Portugal, Pantai Kelapa (Praia dos Coqueiros), Bebonuk, Dili.

## Hintergrund

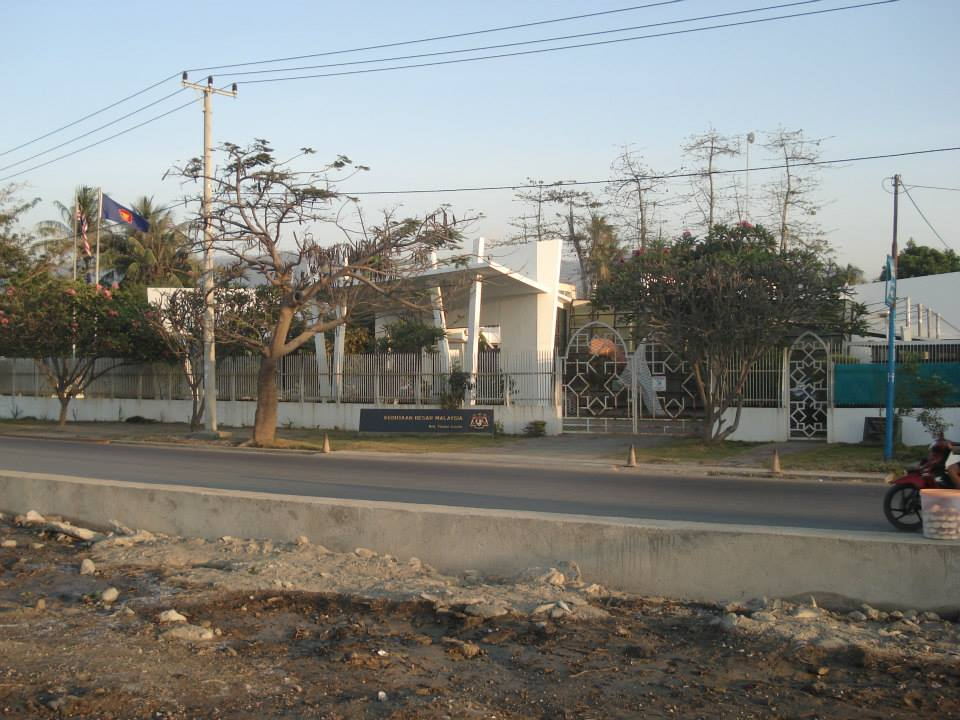
Botschaft Malaysias an der Avenida de Portugal in Dili

Bereits vor Unabhängigkeit Osttimors hatte Malaysia am 13. April. Oktober 2001 ein Verbindungsbüro in Osttimor Hauptstadt Dili eröffnet. Zunächst befand es sich im Raum 354 des Central Maritime Hotels. Am 8. Oktober 2001 zog man an die Avenida Almirante Americo Thomas, nah am Stadtzentrum. Heute liegt die Botschaft im Westen der Stadt in der Avenida de Portugal, direkt an der Uferstraße der Küste zur Straße von Wetar.
Mit dem Tag der Unabhängigkeit Osttimors am 20. Mai 2002 wurde das Verbindungsbüro offiziell zur Botschaft, wodurch Malaysia das erste Land der ASEAN war, das eine Botschaft in Osttimor eröffnete.

## Liste
| Amtszeit                          | Name                  | Bemerkungen |
| --------------------------------- | --------------------- | --- |
| 13. April 2001 – 13. Februar 2004 | Mohamad Rameez Yahya  | |
| 9. Februar 2009 – 16. Januar 2011 | Nazarudin Salleh      | |
|                                   | Azimin Zacaria        | Stand: 7. November 2012 |
| 2013–2015                         | Tajul Aman Mohammed   | Tajul Aman Mohammed wurde im Dezember 2015 zum Botschafter Malaysias in Rumänien ernannt |
| 2015–2018                         | Chitra Devi V. Ramiah | Ernennung: 28. Dezember 2015. Chitra Devi Ramiah ist seit 1994 Beamtin in der Verwaltung und dem diplomatischen Dienst. Vor ihrer Ernennung zur Botschafterin in Osttimor war sie seit 2012 Generalkonsulin Malaysias im indischen Chennai. |
| September 2018 – Mai 2021         | Sarimah Akbar         | Akkreditierung: 6. September 2018 |
| seit 2023                         | Amarjit Singh         | Akkreditierung: 21. März 2023 |